# Friedrich Hell (Maler)
Friedrich Martin Hell (* 10. November 1869 in Uderns (Tirol); † 12. Februar 1957 ebenda) war ein österreichischer Maler.

## Leben

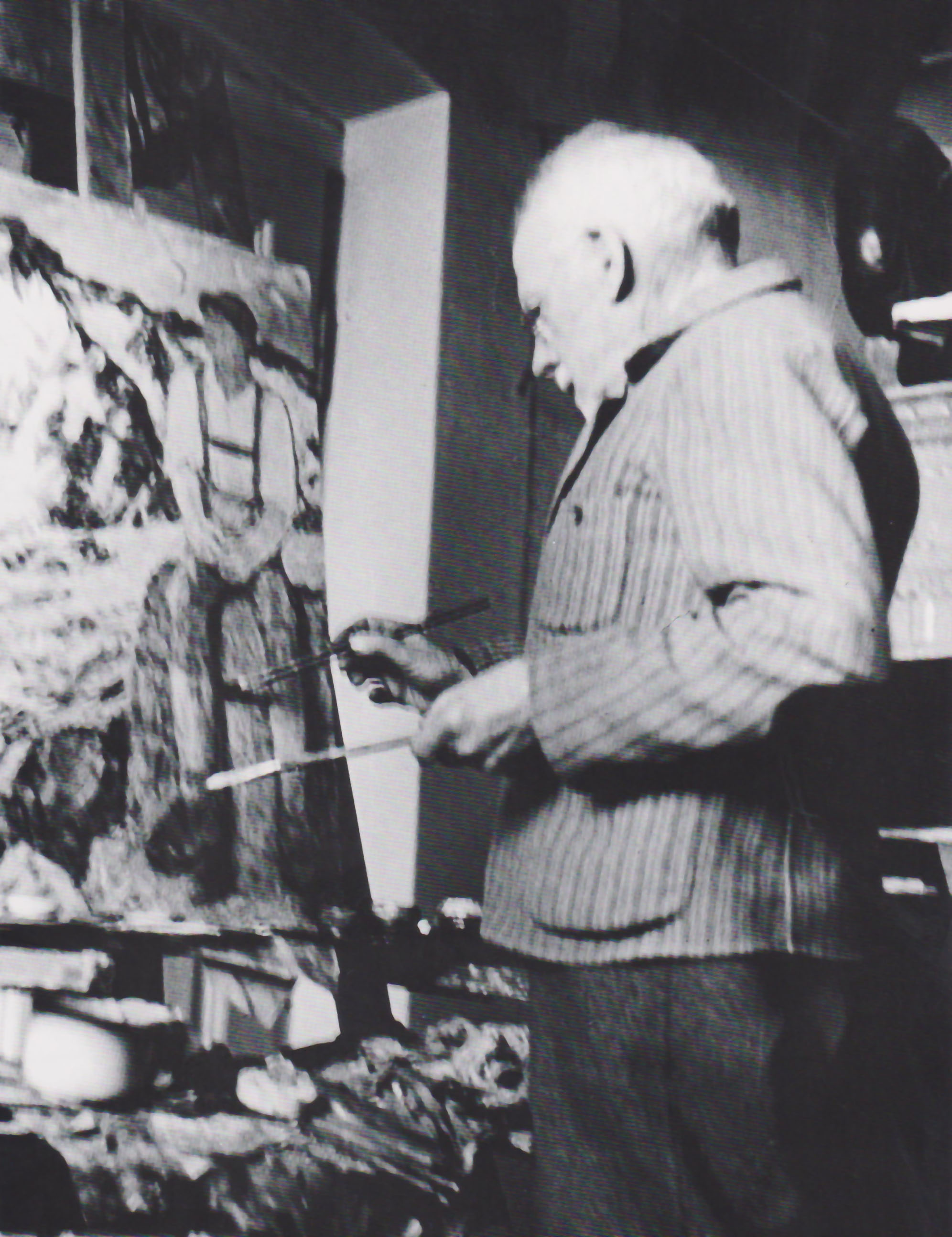
Friedrich Hell in seinem Atelier

Friedrich Hell wurde in Uderns im Zillertal geboren, als jüngster Sohn des Stanislaus Hell und Anna Hell geborene Grauß. Friedrich Hell wuchs mit neun weiteren Geschwistern in einem begüterten Haus auf, sein Vater ist mit dem Tierhandel zu Wohlstand gekommen. Ab 1884 besuchte er die k. k. Staatsgewerbeschule in Innsbruck, 1885 übersiedelte er an die Gewerbeschule Rosenthal in München. Im Oktober 1886 wurde er mit 17 Jahren in die Akademie der bildenden Künste in München aufgenommen. Er studierte bei Johann Caspar Herterich und Wilhelm von Dietz. Nach einem Einjährigfreiwilligenjahr als Landesschütze ließ er sich für 12 Jahre in Fügen im Zillertal nieder, ab 1903 übersiedelte er nach Uderns im Zillertal.
Nach dem Krieg und dem Tod der Mutter 1918 zieht sich Friedrich Hell zurück, betreut einen Gemüse- und Obstgarten, führt eine kleine Bauerschaft und züchtet Blumen. Bis 1949 entstehen bei oft wochenlangen Aufenthalten auf Almen (den sogenannten „Gründen“) zahlreiche Naturstudien, die er im Atelier ausarbeitet. 1949 erhielt er den Professorentitel und die Ehrenbürgerschaft von Uderns, seiner Heimatgemeinde. Von da an bis zu seinem Tod wurde es ruhiger um ihn, auch bedingt durch ein mehr und mehr eingeschränktes Sehvermögen. Am 12. Februar 1957 starb Friedrich Hell an den Folgen eines Sturzes und eines dabei gebrochenen Beins.

## Werk
Anfänglich standen seine Bilder unter dem Einfluss Arnold Böcklins. Später konzentrierte sich Hell in eigener Bildsprache auf Themen und Stoffe aus der Mythologie und Sagenwelt, dem Leben der Bergbauern, sowie der Stilllebenmalerei. Der Tiroler Maler Max Weiler beschreibt den Stil wie folgt: „[…] Das ist alles in einer unverbrauchten, herben Art gestaltet, anders als andere es malen, ist hier das Gefühlte unmittelbar in die Form gesetzt, ohne Entgegenkommen an das Hergebrachte, […] Keine Maniriertheit, kein Epigonentum, kein blödes Theater, nein, das was nötig ist.“ weiters bezeichnet er Friedrich Hell in einem Zeitungsartikel als „Berg“ in der Tiroler Malerei, um auf die Bedeutung des Werks Friedrich Hells hinzuweisen.
Auf der Ausstellung Münchner Jahresausstellung von Kunstwerken aller Nationen im königlichen Glaspalast 1891 war Friedrich Hell vertreten. In der Frühjahrsausstellung der Secession im Ausstellungsgebäude am Königsplatz in München 1914 stellte er sieben Kompositionen aus. Zwischen den Kriegen beschickte er in München, Wien und Innsbruck Ausstellungen, und bekam dafür gute Kritiken. Nach dem Zweiten Weltkrieg erhielt er einen Ehrenplatz bei der Ausstellung des „Bundes Tirol“. 1948 erste und einzige Kollektivausstellung zu Lebzeiten. Er war Mitglied der Münchner Künstlergruppe „Der Bund“ und der Tiroler Künstlervereinigung „Der neue Bund“. Weiters war er auch Mitglied der Grazer Sezession. Eine Auswahl an Werken findet sich auf Artnet.

## Bilder (Auswahl)

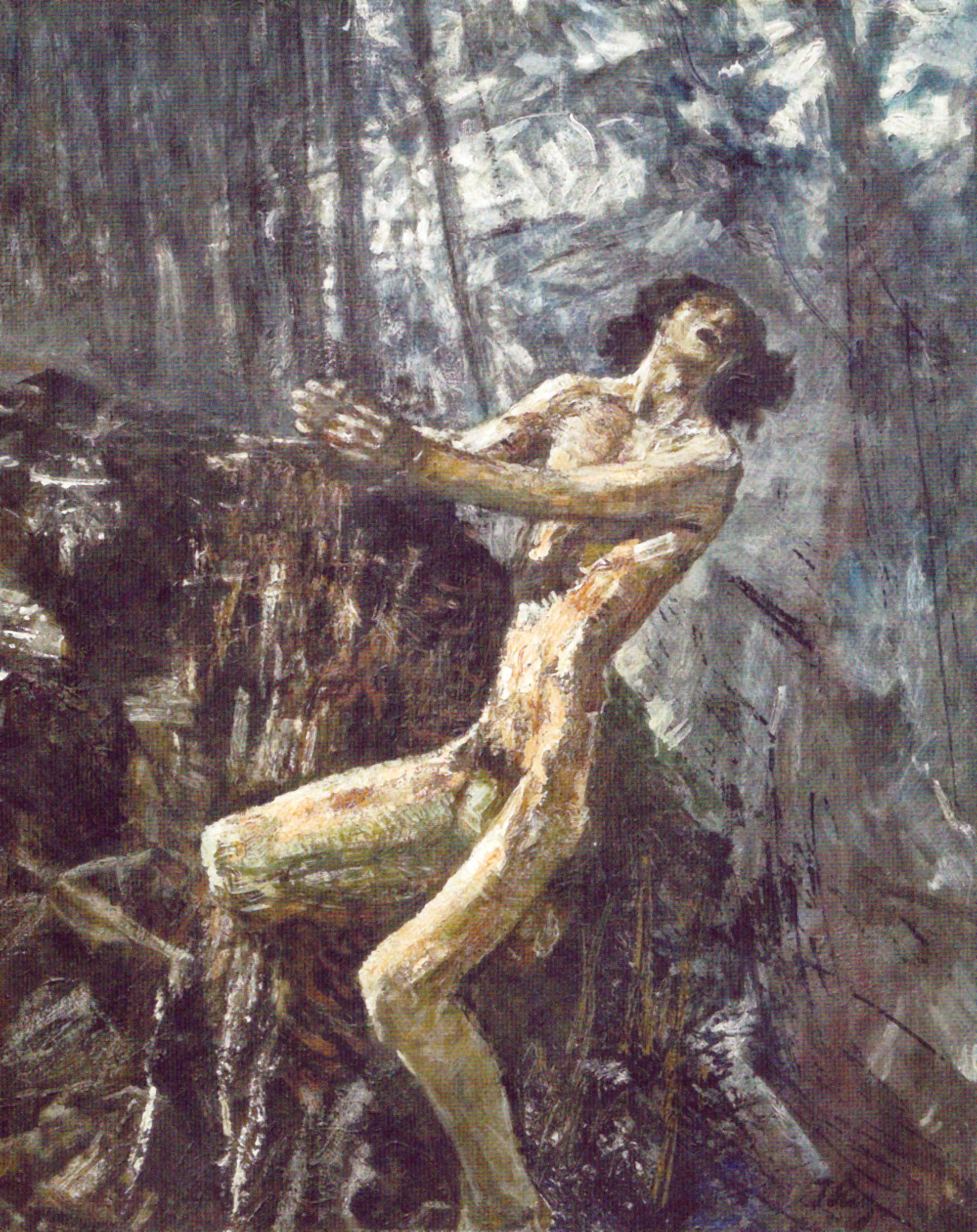
Prometheus
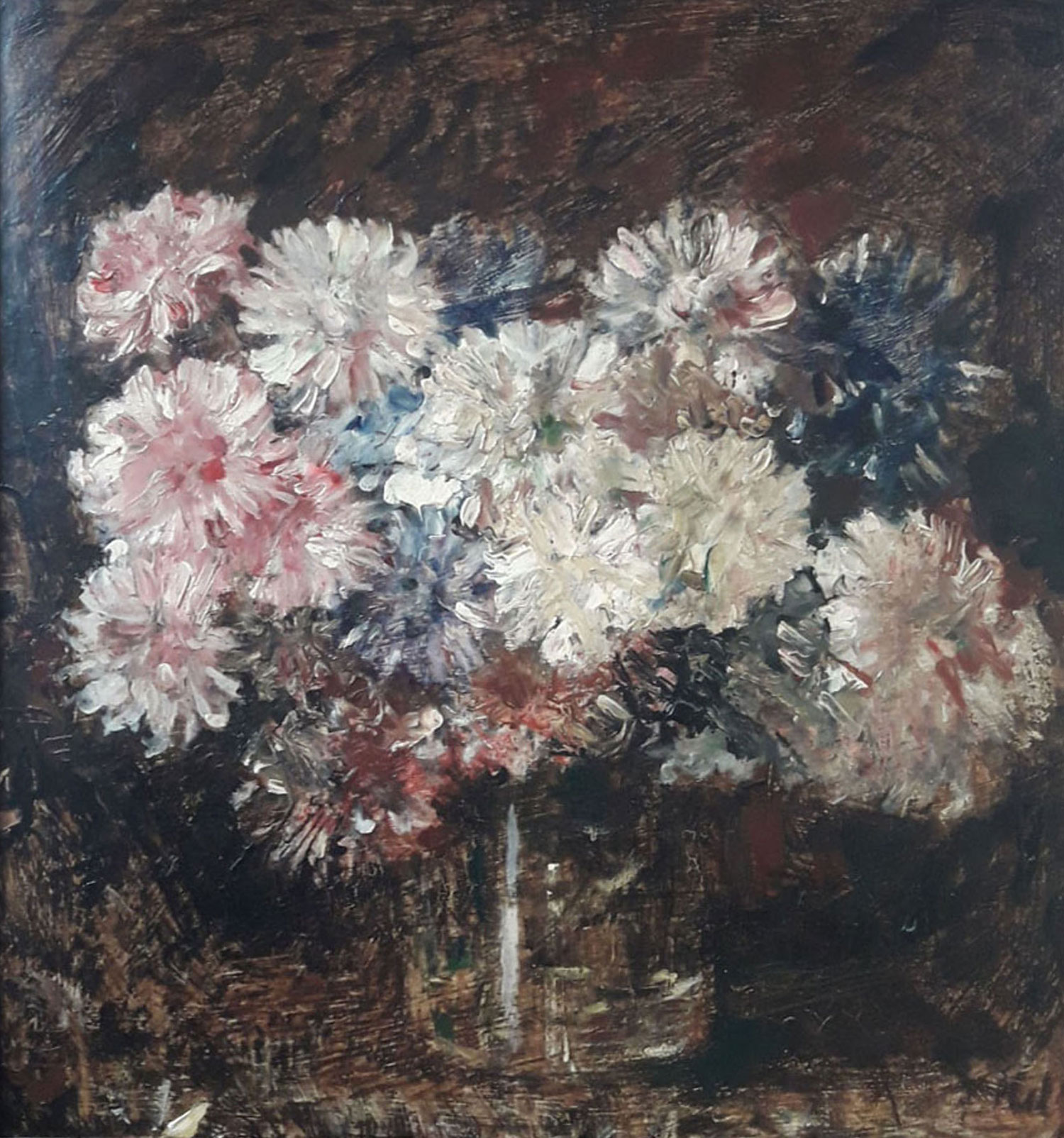
Astern in Glasvase

## Ehrungen
In der Gemeinde Uderns wurde eine Straße nach dem Maler mit „Prof.-Friedrich-Hell-Weg“ benannt.
1949 verlieh ihm der Unterrichtsminister Felix Hurdes den Professorentitel und seine Heimatgemeinde Uderns machte ihn zum Ehrenbürger.